# Agostino Arrivabene
Agostino Arrivabene (Rivolta d'Adda, 1967) è un pittore italiano.

## Biografia
Diplomatosi all'Accademia di Brera nel 1991, si dedica allo studio di maestri del passato quali Leonardo, Dürer e Van Eyck, maturando uno stile surreale e visionario.
Ha partecipato alle mostre Surrealismo padano: da De Chirico a Foppiani (Piacenza, 2002) e Visionari, primitivi, eccentrici: da Alberto Martini a Licini, Ligabue, Ontani (Potenza, 2005). Ha preso parte al Premio Michetti nel 2006 e nel 2013, anno in cui è stato tra i tre vincitori. Ha inoltre esposto alla Biennale di Venezia del 2011, presentato da Pierluigi Pizzi.

## Selezione di esposizioni
2017
- L’ospite parassita, personale, a cura di Chatia Cicero and Alberto Zanchetta, Museo d'arte contemporanea, Lissone
- L’ermeneutica del segno, personale, a cura di Daniele Lucchesi , Museo diocesano, Massa
- Et in Arcadia Ego, a cura di David Molesky, William Rolland Gallery of Fine Art and Lutheran University, Thousand Oaks, California
- Museo della Follia, a cura di Vittorio Sgarbi: Da Goya a Bacon, MUSA – Museum of Salò. Da Goya a Maradona, Basilica di Santa Maria Maggiore alla Pietrasanta, Napoli
- L’arte e la croce. Oltre l’immagine, a cura di Daniele Lucchesi, Doge’s Palace, Massa

2016
- Ierogamy, personale, Cara Gallery, New York
- Anastasis,[6] personale, a cura di Gianfranco Ferlisi e Alberto Mattia Martini, Casa del Mantegna, Mantova
- Et in Arcadia Ego, a cura di David Molesky, NUMU – New Museum di Los Gatos, California
- Cortesie per gli ospiti, a cura di Gianluca Marziani, Collicola’s Palace, Spoleto
- Frontiera dell’esistenza e dell’altrove, a cura di Stefano Crespi, “Le Muse” Centre, Andria (BA)

2015
- Anabasis,[7] personale, a cura di Diego Galizzi, ex convento di San Francesco di Bagnacavallo, Ravenna
- Eterogenesi della Forma, a cura di Alberto Mattia Martini, Palazzo della Cultura, Catania
- Imago Mundi, a cura di Luca Beatrice, Fondazione Sandretto Re Rebaudengo, Torino
- Il Tesoro d’Italia, curated by Vittorio Sgarbi, Padiglione Italia, Expo, Milano
- Arte e Follia, curated by Vittorio Sgarbi, Palazzo della Ragione, Mantova

2014
- Vesperbild,[8] personale, a cura di Pietro C. Marani, galleria Giovanni Bonelli, Milano
- Juxtapoz Italiano, a cura di Matteo Sapio, Institute of Italian Culture, Los Angeles
- The Drawingroom, a cura di Peter Weiermair, Taxispalais, Innsbruck
- Il volto, cinque secoli di storia per raccontare l’arte, MEB Art Studio, Borgomanero
- Water Views, a cura di M. Fazzini, Box Art, Verona

2013
- Tó Páthei Máthos,[9] personale, a cura di Gerd Lindner, Rosaria Fabrizio e Peter Weirmair, Panorama Museum, Bad Frankenhausen
- Mad Hatters, a cura di Ixie Darkonn, Flower Pepper Gallery, Pasadena, California
- I:Mage, a cura di Robert Ansell, 32 Store Street Bloomsbury, Londra
- Lassù sulle montagne, a cura di Beatrice Buscaroli, Forni Gallery, Bologna
- 64º Premio Michetti,Museo Michetti, Francavilla al Mare (first prize)

2012
- Theoin, personale, a cura di Carolina Lio, First Gallery, Roma
- 4 Way Street, a cura di Luca Beatrice, Palazzo Te, Mantova
- Open space 2, a cura di Fabio De Chirico e Carmelo Cipriani, National Gallery of Cosenza, Arnone’s Palace, Cosenza
- Nel segno dell’immagine, a cura di Elena Pontiggia e Alfredo Paglione, De Mayo’s Palace, Chieti
- Example. Parte II, Contract, Crema

2011
- Isterie Plutoniche, personale, Antonia Jannone Gallery, Milano
- 54ª Biennale d’Arte Contemporanea di Venezia, Padiglione Italia, a cura di Vittorio Sgarbi, Venezia
- Elementi 50x50x4, a cura di Beatrice Buscaroli, L.I.B.R.A.Gallery, Catania
- L’ombra del divino nell’arte contemporanea, a cura di Vittorio Sgarbi, Grimani’s Palace, Venezia
- Magnifiche ossessioni, a cura di Arnaldo Audoli, Benappi Gallery, Torino

2010
- Urania, Manzoni Studies Centre, Casa Manzoni, Milano
- Deliri,[10] 53º Festival dei Due Mondi, a cura di Vittorio Sgarbi, Spoleto
- Premio Leonardo Sciascia Amateur des estampes, Castello Sforzesco, Milano
- Ritratti italiani, a cura di Vittorio Sgarbi, DuriniFoundation, Milano
- Fossili contemporanei, a cura di Vladek Cwalinski, Wannabee Gallery, Milano

2009
- Metamorfosi, personale, Forni Gallery, Bologna
- L’anima dell’acqua, Franchetti Gallery, Cà d’Oro, Venezia

2008
- Fiori, a cura di Barbara Frigerio, Forni Gallery, Milan Rumors, ex-dockyard Borgo Dora, Torino
- Rumors-Grande è la confusione sotto il cielo. La situazione è eccellente (Mao Zedong), Italian Factory, ex-arsenal Borgo Dora, Torino

2007
- Il sole morente nella stanza azzurra, personale, “Le Muse” Centre, Andria
- Pittura Italiana 1968-2007, ideata da Vittorio Sgarbi, in collaboration con Maurizio Sciaccaluga, Palazzo Reale, Milano
- Antologia della figurazione contemporanea. Italia, le ultime generazioni I I, a cura di Gilberto Algranti e Alberto Agazzani, Spazio Figurae Teknè International, Milano
- 13×17 Padiglione Italia, a cura di Philippe Daverio, Studio Berengo, Murano
- 58ºPremio Michetti “Nuovi pittori della realtà”, a cura di Maurizio Sciaccaluga, PAC_ Contemporary Art Pavillion, Milano

2005
- Mirabilia naturae,[11] personale, a cura di Philippe Daverio, Galleria Antonia Jannone, Milano

2004
- Paesaggi. Le invenzioni di un visionario, personale, a cura di Giorgio Soavi, Antonia Jannone Gallery, Milano
- Animalia, Galleria Forni, Bologna
- Cairo Prize, Palazzo della Permanente, Milano

2003
- 7º Incontro Internazionale d’arte contemporanea “Le Crenaux de l’art”, a cura di Muriel Nony, Saint-Brisson-sur-Loire

2002
- Mirabilia, personale, a cura di Alberto Agazzani, “Le Muse” Centre, Andria (BA)
- Agostino Arrivabene. Dipinti 1992-2002, personale, a cura di Alberto Agazzani e Antonio Braga, Braga Gallery, Piacenza

2001
- Agostino Arrivabene. Dipinti 1988-2001, personale, a cura di Alberto Agazzani, Civic Museum, Crema
- Agostino Arrivabene. Incisioni 1988-2000, personale, a cura di Alberto Agazzani, Torre della Pusterla, Casalpusterlengo

1999
- Agostino Arrivabene, personale, CFM Gallery, New York

1996
- Disegni e incisioni 1990-1995, personale, Salone delle Capriate, Madignano

1995
- Disegni e incisioni 1990-1995 personale, a cura di Gian Franco Grechi, Biblioteca di Palazzo Sormani, Milano

1994
- Memoria e desiderio, personale, Museo Civico, Crema

1992
- Esplorazioni, personale, chiesa di Santa Maria alla Fonte, Rivolta d'Adda